# Биста Косте Трифковића у Сомбору
Биста Косте Трифковића постављена 2016. године налази се у Сомбору у Улици Пеце Петровића.

## Положај и изглед
Улица дуга свега 50 метара у Сомбору, у близини значајних установа културе, налази се Улица Пеце Петровића и за њу се може рећи да је уметничка галерија на отвореном простору. Једна цела страна оградног зида улице између Трга Косте Трифковића и Његошеве улице, према основној школи састоји се од вајарских портрета знаменитих позоришних великана: Пеце Петровића, Косте Трифковића и Милке Гргурове-Алексић. Између бисти, у техници зидних мурала, осликани су ликовни портрети знаменитих Сомбораца: Аврама Мразовића, Лазе Костића и Вељка Петровића. 
Бронтзана биста Косте Трифковића је дело сомборског уметника Игора Шетера. Спомен-биста је откривена априла 2016. године.Биста је израђена технологијом хладног ливења бронза - смола.
На стубном постољу споменика, уклесано је:
Коста Трифковић

(1843-1875)

## Коста Трифковић и Сомбор
Коста Трифковић рођен је у Новом Саду 20. октобра 1843. године. Био је општински чиновник и, касније адвокат у Новом Саду. Трифковић је један од ретких позоришних људи код Срба који је живот посветио драмској књижевности. Последње године живота сасвим је посветио позоришту. Трг код Народног позоришта у Сомбору носи његово име. Умро је у Новом Саду, 19. фебруара 1875. године.